# Jan-Erik Lundqvist
Jan-Erik "Janne" Lundqvist, född den 14 april 1937 i Stockholm, är en svensk tennisspelare. Lundqvist var under hela 1960-talet Sveriges främste tennisspelare. Efter säsongen 1964 var han rankad som nummer tre i världen bland amatörspelare, efter de australiska spelarna Roy Emerson och Fred Stolle. Jan-Erik Lundqvist upptogs 2004 i Swedish Tennis Hall of Fame.

## Tenniskarriären
Bland Lundqvists meriter kan nämnas 11 svenska mästerskap i herrsingel (1961–1967), 4 herrsingeltitlar i öppna skandinaviska mästerskapen (1960, 1963, 1967 och 1970), seger i Swedish Open i Båstad 1963 och amerikanskt inomhusmästerskap (US National Indoor Championships) 1965. Den senare tävlingen vann han efter kvartsfinalvinst över 1963 års Wimbledonmästare Chuck McKinley och finalvinst över den amerikanske ettan Dennis Ralston. Efter att ha vunnit också franska och tyska inomhusmästerskapen utsågs han i USA 1965 till världens bästa inomhusspelare.  Sin förnämsta singeltitel utomhus vann han i Italienska tennismästerskapen i Rom 1964, där han på grusunderlag i finalen besegrade Fred Stolle (1–6, 7–5, 6–3, 6–1).  Han vann ytterligare ett 40-tal internationella tävlingar utomhus, bl.a. sydamerikanska och två gånger engelska mästerskapen på grus. Lundqvist nådde vid två tillfällen (1961 och 1964) semifinalen i Grand Slam-turneringen Franska mästerskapen. Båda gångerna förlorade han mot den italienske spelaren Nicola Pietrangeli. Lundqvist avböjde proffserbjudande från Jack Kramers tenniscirkus 1960 och 1965. Lundqvist var under i stort sett hela 60-talet rankad bland de 10 bästa spelarna i världen, med topplaceringen 3 år 1964.

### Lundqvist somDavis Cup-spelare
Under de första åren på 1960-talet bidrog han tillsammans med Ulf Schmidt starkt till att popularisera tennis för en bred TV-publik genom ett flertal minnesvärda Davis Cup-matcher. Det svenska laget med Lundqvist som ankare firade därvid ett antal triumfer och nådde bland annat interzonfinal mot Mexiko 1962 och Australien 1964. Under perioden 1957–1970 spelade Lundqvist 91 DC-matcher för Sverige och vann 64 av dessa. Under denna tid betraktades DC-matcherna av svenska media och tennispubliken som en av idrottsårets verkliga höjdpunkter, och han blev genom sina matchframträdanden i TV en av Sveriges folkkäraste idrottsprofiler. Särskilt i europafinalen 1962 mot Italien som spelades i Båstad, var Lundqvist i glimrande form och utklassade såväl Nicola Pietrangeli (6–2, 6–4, 6–1) som den skicklige DC-spelaren Fausto Gardini (6–0, 6–2, 6–1).
Minnesvärd är hans gastkramande TV-sända förlustmatch i Davis Cup 1964 mot Australiens Roy Emerson, det årets Wimbledonsegrare. I matchen som spelades i Båstad ledde Lundqvist med 5–2 i femte och avgörande set men förlorade ändå till sist (6–2 6–4 3–6 2–6 5–7). Han har själv uttryckt det att han "var en millimeter från världsmästaren". Emerson har själv sagt att han inte kan glömma den här matchen där han inför ett hotande nederlag gjorde sitt livs upphämtning.

## Tennisspelaren och personen

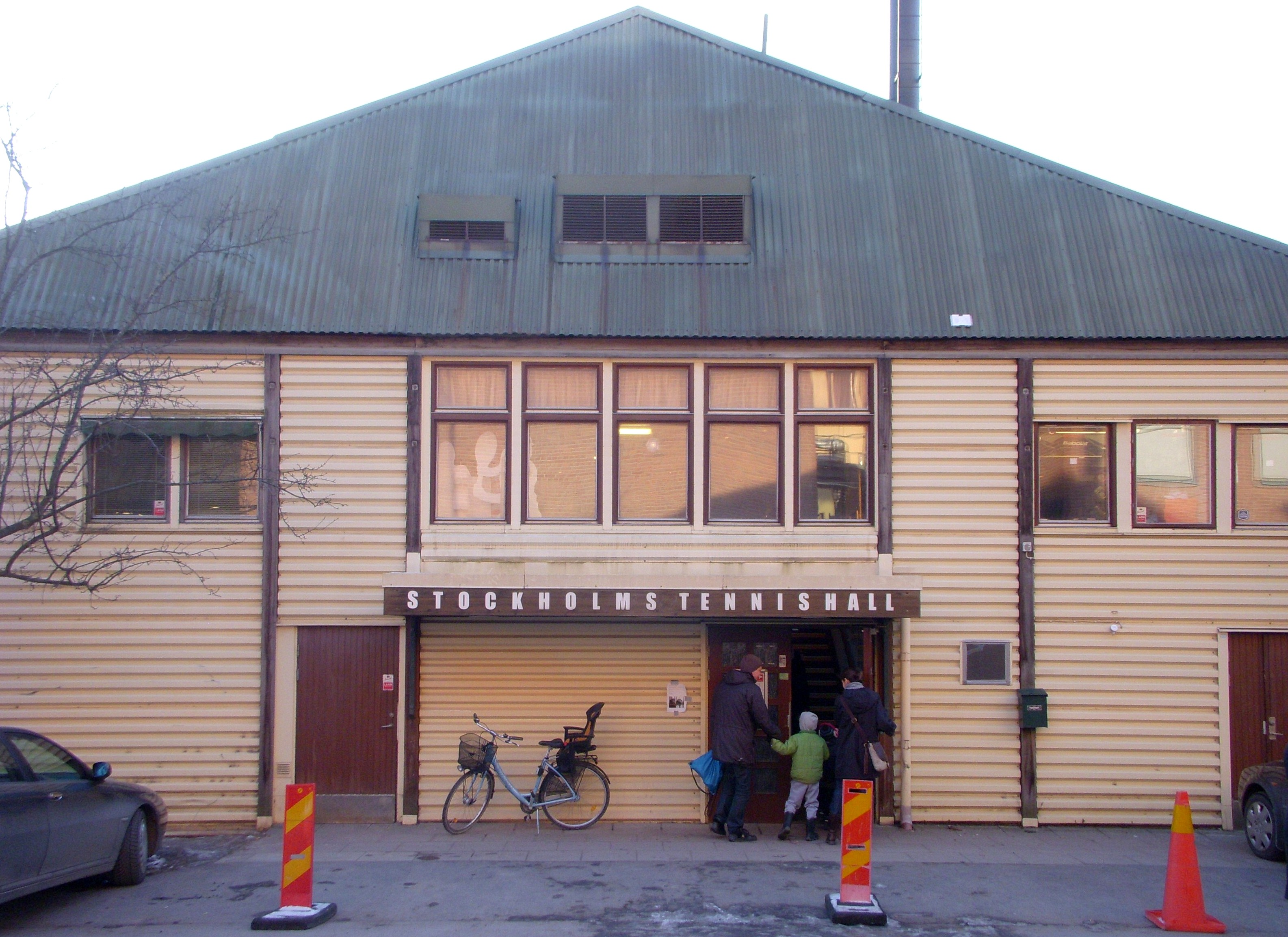
Stockholms Tennishall, entré 2012.

Som tennisspelare blev han känd för sitt offensiva spelsätt med tillslag av bollen långt framför kroppen. Hans förstaserve gav inte sällan direktpoäng och vid en DC-match i Båstad 1962 mot sydafrikanen Cliff Drysdale vann han ett servegame blankt - efter fyra serveäss. Genom sitt utomordentliga bollsinne utvecklade han speciell skicklighet i att slå överraskande, hårt underskruvade och ofta helt otagbara stoppbollar. Det var framförallt på grusunderlag han utomhus nådde sina största framgångar. Han hade under sina formstarkaste år i början av 1960-talet ytterst få övermän på det underlaget. Han besegrade då många av samtidens högst rankade spelare som Manuel Santana, Nicola Pietrangeli, Fred Stolle, Roy Emerson och Neale Fraser.  
Lundqvist gav ut böckerna "Tokig i tennis" (1964) och "Tennis för miljoner" (1968).  Efter tenniskarriären har han bland annat verkat som tenniskommentator i radio och TV. Perioden 1976–2004 drev han sin egen tennishall "Stockholms Tennishall, Janne Lundqvist", under parollen "tennis för alla", samt dessförinnan en tennisanläggning i Solna i eget namn (1968–1972). År 1957 erhöll Jan-Erik Internationella klubbens hedersnål av Gustaf VI Adolf för god kamratskap.
Lundqvist var även svensk lagmästare i olympiskt trapskytte (med svenskt lagrekord) och landslagsskytt. På 1970-talet grundade han tillsammans med några övriga entusiaster en jaktskytteanläggning i Haninge söder om Stockholm samt klubben HJK, i dag en av vårt lands största i sitt slag.
1965 gifte Lundqvist sig med Elisabeth Thorsson (f. 1938), 13-faldig svensk mästarinna i bordtennis. De har sönerna Jan (f. 1966) och Martin (f. 1970).